# Ognéville
Ognéville település Franciaországban, Meurthe-et-Moselle megyében. Lakosainak száma 91 fő (2022. január 1.). Ognéville Étreval, Hammeville, Lalœuf, Thorey-Lyautey, Vézelise, Vitrey és Vroncourt községekkel határos.

## Népesség
A település népességének változása:
| Lakosok száma | 129  | 128  | 119  | 126  | 112  | 105  | 100  | 96   | 95   | 91   |
|               | 1968 | 1982 | 1990 | 2006 | 2013 | 2015 | 2017 | 2019 | 2020 | 2022 |